# Réseau canadien contre les accidents cérébrovasculaires
 (octobre 2024).
Si vous disposez d'ouvrages ou d'articles de référence ou si vous connaissez des sites web de qualité traitant du thème abordé ici, merci de compléter l'article en donnant les références utiles à sa vérifiabilité et en les liant à la section « Notes et références ».
Le Réseau canadien contre les accidents cérébrovasculaires - un des réseaux de centres d'excellence du Canada - réunit dans des rapports uniques de collaboration des chercheurs d’hôpital et d’université, des étudiants, les gouvernements, l'entreprise et le secteur sans but lucratif. Le Réseau compte plus de 100 scientifiques, cliniciens et spécialistes en réadaptation et en application des connaissances à la pointe de leur domaine à l’œuvre dans 24 universités à l'échelle du pays.
Lancé en 1999 grâce à une subvention de démarrage de 4,7 millions de dollars du gouvernement fédéral, le Réseau est une société sans but lucratif gouvernée par un Conseil d'administration à partir de son siège à l'Université d'Ottawa. Il est dirigé par le chef de la direction et le directeur scientifique du Réseau, le Dr Antoine Hakim.
Le Réseau met le Canada à l'avant-garde de la recherche sur l'AVC grâce à son programme d'investigation multidisciplinaire, sa formation de pointe des scientifiques et cliniciens canadiens et ses partenariats nationaux et globaux.
La mission du Réseau canadien contre les accidents cérébrovasculaires est de réduire l’impact de l’AVC sur les Canadiennes et les Canadiens en stimulant les collaborations qui visent à créer de nouveaux savoirs, en assurant que les connaissances optimales sont appliquées et en renforçant les capacités canadiennes dans le domaine de l’AVC.

## Recherche
Les chercheurs du Réseau veillent à constamment mettre à jour et à élargir l’Evidence-based Review of Stroke Rehabilitation (EBRSR), une ressource remarquable qui porte sur la recherche dans le domaine de la réadaptation de l’AVC. Elle est la plus exhaustive et la plus à jour qui soit disponible n’importe où au monde. Aussi, Info AVC/StrokEngine, l’outil pédagogique sur l’Internet qui énumère en ordre alphabétique chaque intervention de réadaptation disponible au Canada, continue à être alimenté par les chercheurs du Réseau.
Le Réseau canadien contre les accidents cérébrovasculaires finance le Registre du Réseau canadien contre les accidents cérébrovasculaires. Depuis son lancement en 2001, le Registre, par son évaluation du système de soins et les données précieuses qu’il fournit à la recherche, a fourni bien davantage de renseignements vitaux pour les chercheurs, les décideurs et les fournisseurs de soins de santé au Canada qu’on n’avait prédit.
En partenariat avec la Fondation des maladies du cœur du Canada, le Réseau a produit les Recommandations canadiennes pour les pratiques optimales de soins de l’AVC 2006, qui couvrent le continuum allant de la prévention aux soins et à la réadaptation de l’AVC. Ce manuel est publié sur les sites Web du Réseau et de la Stratégie canadienne de l’AVC.

## Formation & Sensibilisation
Le Réseau canadien contre les accidents cérébrovasculaires a pris les devants dans les efforts nationaux de sensibilisation aux risques pour la santé que crée une consommation excessive de sodium. Le Réseau a diffusé les conclusions de recherches récentes auxquelles prenaient part ses chercheurs, et avec l’aide de ses partenaires, a réussi à convaincre Santé Canada d’inclure un avertissement à ce propos dans le Guide alimentaire canadien. 
Le Réseau organise et soutient la conférence nationale sur la réadaptation de l’AVC, le congrès mondial de l’AVC, ainsi que plusieurs réunions, ateliers, et conférences pour sensibiliser le grand public à la recherche dans le domaine.
Le Réseau a conçu et continue à améliorer le site Web pour la Stratégie canadienne de l’AVC, une initiative conjointe du Réseau canadien contre les accidents cérébrovasculaires ainsi que la Fondation des maladies du cœur du Canada, qui « vise à ce que chaque province et territoire au Canada /…/ ait une approche intégrée à la prévention, aux soins et à la réadaptation de l’AVC ».
Chaque année, le Réseau, en partenariat avec le Canadian Stroke Consortium, organise la Conférence nationale sur l’AVC. Cette conférence annuelle réunit plus de 150 urgentologues, internistes et neurologues autour du thème de la coordination des soins de l’AVC.
Le Réseau a participé à la création du Conseil national des soins infirmiers de l’AVC en 2005, un conseil qui vise à regrouper le personnel infirmier travaillant dans le domaine dans le but de renforcer les volets éducation, formation et perfectionnement professionnel. Soins infirmiers de l’AVC est le bulletin mensuel diffusé et financé par le Réseau.